# Ама
Ama (海人), још звани и уминчу (на језику Окинаве) или кајто (на полуострву Изу) су јапански рониоци, познати по сакупљању бисера. Већина ама су жене, док се њихови мужеви најчешће баве риболовом и принуђени су на дуга путовања. У одсуству мушкараца ама жене су се адаптирале и створиле посебне друштвене односе матријархалног типа, где су оне те које добављају храну и доносе одлуке.
Према јапанској традицији, сматра се да су ама настали чак још пре две хиљаде година. У зависности од области, ама роне са маскама или перајима, ређе покривајући свој тело гуменим оделом за роњење. Искључиво зарањају на дах, и сматра се да су старије жене (око 50-60 година) доста бољи рониоци од младих. Неке ама могу да остану под водом и преко четири минута, мада често пате од ушних сметњи као што је Тинитус. Често се баве и још неким послом, као што је узгајање баштенског поврћа које продају. Након тога се упућују ка мору где роне два пута дневно у етапама од по један сат; у паузама се одмарају у баракама уз ватру. Ама су најпознатије по бисерима које проналазе (највећу конкуренцију им представљају приватни узгајивачи). Међутим, ама израњају и једну веома скупоцену и ретку врсту морског пужа Абалон, који се сматра јапанским специјалитетом; као и хоботнице, шкољке и морске алге.
Све је мање заинтересованих младих девојака које би се бавиле оваквим послом због тежине услова рада као и социјалне изолације.